# Dawn Noel
Pour les articles homonymes, voir Noël (homonymie).
Dawn Noel est une danseuse et actrice américaine née le 27 décembre 1976 à Philadelphie.

## Filmographie

### Comme actrice
- 2005 : Law & Order: Criminal Intent (en) (jeu vidéo) : la co-vedette (voix)
- 2007 : Law & Order: Criminal Intent (série télévisée) : la co-vedette
- 2007 : Enchanted : la danseuse
- 2008 : The Wackness
- 2009 : Salsa Lessons : Rosa
- 2009 : My Normal : Jasmine
- 2009 : Who Are You (court métrage) : la latinos
- 2009 : Glee (série télévisée) : Jayelle
- 2010 : Harlem Hostel : Marta
- 2010 : Grand Slammed : Bruna
- 2010 : See You on the Other Side (court métrage) : Dj
- 2011 : Outsourced (série télévisée) : la danseuse
- 2011 : Dance Battle: Honey 2 : la danseuse de tango
- 2011 : Sironia (en) : la danseuse
- 2011 : NCIS: Naval Criminal Investigative Service (série télévisée) : l'officier de police Blake
- 2012 : Shattered Pitch (court métrage) : Rachel
- 2013 : Sistah Did What? (série télévisée) : Carmen
- 2013 : Game Over (mini-série)
- 2014 : Clean Hands (court métrage) : Kirsten
- 2013-2014 : NCIS : Los Angeles (série télévisée) : l'officier LAPD
- 2014 : Unspeakable Indiscretions : Carmen
- 2015 : Crackerjack (série télévisée) : Eve
- 2015 : 22 Years (court métrage) : Avi
- 2015 : Life Is Too Short : Caitlyn
- 2016 : 2 Much 4 Words : Horalia
- 2016 : Trust Love (court métrage) : Mariah

### Comme productrice
- 2015 : 22 Years (court métrage)
- 2012 : Shattered Pitch (court métrage)

### Comme scénariste
- 2015 : 22 Years (court métrage)